# Lena-Canyon
Koordinaten: 64° 8′ S, 91° 15′ O
Der Lena-Canyon ist ein Tiefseegraben in der Davis-See vor der Küste des ostantarktischen Königin-Marie-Lands.
Teilnehmer der 1. Sowjetischen Antarktisexpedition (1955–1957) entdeckten ihn von Bord des Eisbrechers Lena, der dem Tiefseegraben seinen Namen gab.